# Жінки (фільм, 1939)
«Жінки» (англ. The Women) — американська комедійно-драматичний фільм режисера Джорджа К'юкора 1939 року. Прем'єра стрічки відбулася 1 вересня 1939 року. В 2007 році фільм був включений в Національний реєстр фільмів.

## Сюжет
Багачка Мері Гейнс не підозрює, що у її чоловіка роман з продавчинею Крістал Аллен. Сільвія Фаулер, подруга Мері, дізнається про інтрижку від своєї манікюрниці й повідомляє Едіт Поттер, іншій своїй подрузі. Вони пускають плітки, однак не можуть повідомити про все самій Мері, яка дізнається про невірність чоловіка після відвідування того ж салону краси. Місис Гейнс опиняється перед дилемою — вимагати від чоловіка пояснень або почекати, поки інтерес чоловіка до нової пасії не загасне сам собою. Під тиском Сільвії Мері йде першим шляхом, і незабаром вони з чоловіком вирішують розлучитися. В поїзді по дорозі до Ріно, куди з'їжджаються всі розлученні жінки, Мері знайомиться з графинею де Лав і Міріам Ааронс, у якої роман з чоловіком Сільвії. Поки всі вони гостюють на ранчо, приїжджає Сільвія, щоб отримати розлучення, а графиня знайомиться з Баком, місцевим ковбоєм. Проходить два роки. Колишній чоловік Мері нещасливий у шлюбі з Крістал. Після того, як Мері дізнається про те, що її чоловік страждає, вона змушує Сільвію розповісти про інтрижку Крістал і Бака. Шлюб містера Гейнса розпадається, і Мері повертається до чоловіка.

## У ролях
- Норма Ширер — місис Стівен Гейнс, Мері
- Джоан Кроуфорд — Крістал Аллен
- Розалінд Расселл — місис Говард Фаулер, Сільвія
- Мері Боланд — графиня де Лав, Флора
- Полетт Годдар — Міріам Ааронс
- Філліс Пова — місис Фелпс Поттер, Едіт
- Джоан Фонтейн — місис Джон Дей, Пеггі
- Вірджинія Вейдлер — Маленька Мері
- Люсіль Вотсон — місис Морхед
- Марджорі Мейн — Люсі
- Вірджинія Грей — Пат
- Рут Гассі — міс Ваттс
- Мюріель Гатчінсон — Джейн
- Гедда Гоппер — Доллі
- Флоренс Неш — Ненсі Блейк
- Кора Візерспун — місис Ван Адамс
- Енн Моррісс — вчителька
- Денні Мур — Ольга
- Мері Сесіл — Меггі
- Мері Бет Г'юз — міс Тріммербек